# Bruno De Zordo
Bruno De Zordo (ur. 18 listopada 1941 w Cibiana di Cadore, zm. 25 czerwca 2004 tamże) – włoski skoczek narciarski, reprezentant G.S. Fiamme Gialle, uczestnik Zimowych Igrzysk Olimpijskich 1964 w Innsbrucku, pięciokrotny medalista mistrzostw Włoch w skokach narciarskich.
W lutym 1962 uczestniczył w mistrzostwach świata w narciarstwie klasycznym. W konkursie skoków na skoczni K-90 zajął 39. miejsce, a na skoczni K-60 był czternasty. W 1964 roku wystartował w konkursie skoków w ramach zimowych igrzysk olimpijskich. W zawodach na skoczni normalnej zajął 46. miejsce.
W latach 1960–1966 startował także w konkursach Turnieju Czterech Skoczni. Najwyżej sklasyfikowany został 28 grudnia 1962 w Oberstdorfie, gdzie był osiemnasty.
Pięciokrotnie stawał na podium mistrzostw krajowych. Tytuły mistrza Włoch zdobył w 1962 i 1963 roku, natomiast w 1961, 1965 i 1966 zdobył brązowe medale.

## Osiągnięcia

### Igrzyska olimpijskie
| Igrzyska        | Data             | Skocznia | Konkurs | Skok 1    | Skok 1 | Skok 2    | Skok 2 | Skok 3    | Skok 3 | Nota łączna | Miejsce | Strata | Zwycięzca        | Źródło |
| Igrzyska        | Data             | Skocznia | Konkurs | Odległość | Nota   | Odległość | Nota   | Odległość | Nota   | Nota łączna | Miejsce | Strata | Zwycięzca        | Źródło |
| --------------- | ---------------- | -------- | ------- | --------- | ------ | --------- | ------ | --------- | ------ | ----------- | ------- | ------ | ---------------- | ------ |
| 1964, Innsbruck | 31 stycznia 1964 | normalna | ind.    | 68,5      | 88,5   | 71,0      | 87,5   | 72,0      | 96,6   | 185,1       | 46.     | 44,8   | Veikko Kankkonen | [ 7 ]  |

### Mistrzostwa świata
| Mistrzostwa    | Data           | Skocznia | Konkurs | Skok 1    | Skok 1 | Skok 2    | Skok 2 | Skok 3    | Skok 3 | Nota łączna | Miejsce | Strata | Zwycięzca        | Źródło |
| Mistrzostwa    | Data           | Skocznia | Konkurs | Odległość | Nota   | Odległość | Nota   | Odległość | Nota   | Nota łączna | Miejsce | Strata | Zwycięzca        | Źródło |
| -------------- | -------------- | -------- | ------- | --------- | ------ | --------- | ------ | --------- | ------ | ----------- | ------- | ------ | ---------------- | ------ |
| 1962, Zakopane | 21 lutego 1962 | normalna | ind.    | 61,0      | 96,9   | 67,0      | 108,2  | 65,5      | 99,2   | 207,4       | 14.     | 16,2   | Toralf Engan     | [ 2 ]  |
| 1962, Zakopane | 25 lutego 1962 | duża     | ind.    | 90,0      | 100,4  | 79,0      | 53,4   | 85,5      | 93,9   | 194,3       | 39.     | 47,1   | Helmut Recknagel | [ 3 ]  |